# Kronologija Domovinskog rata: siječanj 1996.

### 1. siječnja
- Prva vozila IFOR-a prešla preko pontonskog mosta između Županje i Orašja u Bosnu.[1]
- Ponovno uspostavljene telefonske veze između BiH i SRJ nakon tri i pol godine prekida. Veze između BiH i vanjskog svijeta prekinuli bosanski Srbi u ljeto 1992.[1]

### 2. siječnja
- Dva mjeseca nakon izbora, u Zagrebu konstituirana Gradska skupština. Dr. Zdravko Tomac (SDP) predsjednik Skupštine, a Goran Granić (HSLS) - kojeg još treba potvrditi Predsjednik Republike - izabran za gradonačelnika.[1]

### 3. siječnja
- Američki ministar obrane William Perry, u pratnji zapovjednika združenog stožera američke vojske generala Johna Shalikashvilija i zapovjednika NATO snaga u Europi generala Georgea Joulwana, posjetio postrojbe međunarodnih provedbenih snaga kod Županje.[1]

### 4. siječnja
- Hrvatski predsjednik dr. Franjo Tuđman stigao u službeni posjet Bosni i Hercegovini. U Sarajevu svečano ga dočekao predsjednik Predsjedništva BiH Alija Izetbegović.[1]
- U Sarajevu održana prva sjednica Zajedničkog vijeća za suradnju Republike Hrvatske i Republike i Federacije BiH. Zaključeno da treba hitno učvrstiti Federaciju BiH.[1]
- Hrvatski veleposlanik pri UN-u Mario Nobilo u pismu predsjedavajućem Vijeća sigurnosti odbacio tvrdnju SRJ da postoji teritorijalni spor SRJ i Hrvatske oko Prevlake.[1]

### 5. siječnja
- Gornji dom ruskog parlamenta odobrio odlazak ruskog mirovnog kontingenta u BiH, koji će brojati 1.600 vojnika i 400 časnika.[1]

### 6. siječnja
- U Mostaru, koji je zamišljen kao pokusni primjer u uspostavi Federacije, učestali incidenti, na crti razgraničenja na Bulevaru danas ranjen hrvatski policajac.[1]

### 7. siječnja
- Mostar ponovno podijeljen grad, nakon posljednjih incidenata, Bulevarom - nekadašnjom prvom crtom sukoba Hrvata i Bošnjaka - patroliraju vozila IFOR-a.[1]

### 8. siječnja
- Gradonačelnik istočnog Mostara Safet Oručević zatražio pomoć NATO-a nakon porasta etničkog nasilja u tom gradu, izjavio u Sarajevu glasnogovornik IFOR-a Simon Haselock.[1]

### 9. siječnja
- Predsjednik Tuđman priredio u Predsjedničkim dvorima svečano primanje za članove diplomatsko-konzularnog zbora, te naglasio da će uspjeh u mirnom rješavanju hrvatskih okupiranih područja također djelotvorno utjecati na rješenje krize u BiH.[1]

### 10. siječnja
- Ministar vanjskih poslova Hrvatske dr. Mate Granić u posjetu Beogradu, a u razgovorima s predsjednikom Srbije Slobodanom Miloševićem i ministrom vanjskih poslova SRJ Milanom Milutinovićem dogovoreno otvaranja cestovnog, željezničkog i poštanskog prometa između Hrvatske i SRJ.[1]

### 11. siječnja
- Predsjednik Tuđman odbio potvrditi izbor dr. Gorana Granića za gradonačelnika Zagreba.[2]
- Samo tri minute nakon što su srpski teroristi ispalili raketu na sarajevski tramvaj i usmrtili jednu ženu, NATO locirao njihov položaj i uništio ga.[2]
- Predsjednik Tuđman u Parizu na pokopu Françoisa Mitterranda.[2]

### 12. siječnja
- U Vijeću sigurnosti UN odgođeno donošenje rezolucije o hrvatskom Podunavlju i rezolucije o Prevlaci.[2]
- Srpsko ludilo vlada Ilidžom, u kojoj Srbi danima iskopavaju posmrtne ostatke svoje rodbine kako bi ih ponijeli sa sobom pri napuštanju Sarajeva.[2]

### 13. siječnja
- Američki predsjednik Bill Clinton, nakon obilaska američkih vojnika u Italiji, Mađarskoj i BiH (u Tuzli razgovarao s Alijom Izetbegovićem), posjetio Hrvatsku, gdje je u zagrebačkoj zračnoj luci razgovarao s hrvatskim predsjednikom dr. Tuđmanom.[2]
- Armija BiH ušla u dva hrvatska sela u srednjoj Bosni (Alibegovce i Ularice), a snage IFOR-a odvratile obje strane od otvorenog oružanog sukoba.[2]
- U Mostaru za novog predsjednika HDZ-a BiH izabran Božo Rajić.[2]

### 14. siječnja
- Ministri Klaus Kinkel, Mate Granić i Muhamed Šaćirbej u Mostaru, a Kinkel izjavio da u sporovima konačnu odluku ima europski upravitelj Hans Koschnik. Ministri postigli suglasnost da se što prije ostvari apsolutna sloboda kretanja, da se odrede granice šest mostarskih općina i da se ujedine policijske snage.[2]

### 15. siječnja
- Predsjednik Republike Hrvatske dr. Franjo Tuđman podnio hrvatskom Saboru izvješće o stanju države i nacije, naglasivši da je velikim političkim i vojnim pobjedama u prošloj godini učvršćena samostalnost hrvatske države.[2]
- Vijeće sigurnosti UN, nakon gotovo tjedan dana konzultacija, donijelo dvije rezolucije: o prijelaznoj upravi UN u hrvatskom Podunavlju pod nazivom UNTAES (United Nations Transitional Authority in Eastern Slavonia), te o nastavku privremene prisutnosti promatrača UN na Prevlaci.[2]

### 16. siječnja
- U Splitu dovršena i porinuta u more prva hrvatska podmornica pod imenom Velebit.[2]

### 17. siječnja
- U posjetu Hrvatskoj predsjednik Bugarske Željo Želev. Razgovarao s hrvatskim predsjednikom Tuđmanom. Potpisan Sporazum o prijateljstvu i suradnji.[2]

### 18. siječnja
- Bosanski Srbi jučer se povukli sa svojih položaja na Trebeviću iznad Sarajeva. Pritom spalili svoje bunkere, nastambe i promatračnice.[2]

### 19. siječnja
- Predsjednik Tuđman primio u Zagrebu Richarda Holbrookea - razgovarano o oživotvorenju Federacije BiH i provedbi daytonskih sporazuma. Istaknuta pozitivna uloga Republike Hrvatske, koju SAD smatraju odlučujućom u provedbi spomenutih sporazuma.[2]

### 20. siječnja
- IFOR položio prvi test, u proteklih 30 dana napravio više nego UNPROFOR u tri godine: u roku ispunjena daytonska obveza o povlačenju i razdvajanju snaga HVO-a, Armije BiH i vojske bosanskih Srba.[2]
- Američki general-diplomat Jacques Paul Klein, voditelj UNTAES-a, Prijelazne uprave UN-a u istočnoj Slavoniji, obavijestio novinare u New Yorku da će glavni stožer UN-a preseliti iz Zagreba u Vukovar.[2]

### 21. siječnja
- Veleposlanik SAD u Hrvatskoj Galbraith, prilikom posjeta Dubrovniku, istaknuo da je Prevlaka suvereni dio suverene Republike Hrvatske.[3]

### 22. siječnja
- U reintegraciji hrvatskog Podunavlja, nakon razoružanja, uslijedit će uspostava policijske uprave i potom povratak prognanih. Uspostavit će se nacionalna struktura koja je bila prije 1991., a u području ne mogu ostati oni koji su se doselili iz Srbije i BiH, rečeno na konferenciji za novinare hrvatske Vlade u Zagrebu.[3]
- Savudrijska vala (Piranski zaljev) i dalje najveći hrvatsko-slovenski spor. Hrvatska nudi Sloveniji najliberalniji režim slobodne plovidbe, ali ne može dati vlastiti teritorij, piše austrijski Kleine Zeitung.[3]
- Bosanski Srbi u svibnju i lipnju 1992. na području Brčkog ubili oko 3.000 Muslimana i Hrvata, koji su pokopani u zajedničkoj grobnici blizu tog grada, piše Daily Telegraph.[3]

### 23. siječnja
- Gradonačelnik zapadnog Mostara Mijo Brajković izjavio kako hrvatska strana traži da Mostar bude stolni grad Hrvata u BiH, što je zahtijevano i na početku pregovora o gradu.[3]

### 24. siječnja
- Predsjednik Tuđman primio u Zagrebu šefa misije OESS-a za BiH Roberta Frowicka, te ga upozorio da je temeljni problem za Hrvatsku, iako je problem Mostara velik, uspostava vlade Federacije BiH i vlade BiH.[3]

### 25. siječnja
- Zagrebačka skupština birala novog gradonačelnika, nakon što dr. Goran Granić nije dobio potvrdu od Predsjednika Republike, izabran liberal Jozo Radoš.[3]

### 26. siječnja
- Ministar obrane RH Gojko Šušak primio u Zagrebu budućeg zapovjednika UNTAES-a belgijskog generala Josefa Schoupsa.[3]
- Hrvatske izbjeglice nemaju pravo povratka sve dok srpske izbjeglice ne dobiju odgovarajuću odštetu za izgubljenu imovinu i dok im se ne omogući povratak na vjekovna ognjišta, kazao novinarima u Belom Manastiru šef srpskog pregovaračkog tima iz istočne Slavonije Milan Milanović. Slično za NIN rekao i generalni tajnik Srpskog demokratskog foruma u Zagrebu Veljko Džakula.[3]

### 27. siječnja
- U Trstu barem dvije godine djelovala srpska špijunska grupa Zenit, pišu talijanski mediji.[3]
- Lord David Owen na predavanju i newyorškom sjedištu UN-a konstatirao kako je Hrvatska najveći pobjednik u ratu, a najveći gubitnik hrvatski Srbi, najviše zbog vlastite nesposobnosti i tvrdoglavosti. Owen rekao i da je multikulturalnost Bosne mit.[3]
- Hrvatska strana na heliodromu u Mostaru oslobodila 127 zarobljenika, sada su na redu Srbi i Bošnjaci, kako bi ispoštovali Daytonski sporazum.[3]

### 28. siječnja
- U Londonu otvoreno novo veleposlanstvo Republike Hrvatske.[3]

### 29. siječnja
- Europska unija otvorila pitanje normalizacije odnosa sa SRJ, a pokrenula ga Francuska.[3]

### 30. siječnja
- CIA otkriva nečasnu ulogu britanskog generala i srpskog zaštitnika: Michael Rose sprječavao intervenciju NATO-a protiv bosanskih Srba i za najgroznije zločine, otkriva britanski The Guardian.[3]

### 31. siječnja
- U Palači naroda u Ženevi od danas i službeno prazne prostorije sada već bivše Međunarodne konferencije o bivšoj Jugoslaviji. U stvari njezin rad zamro još prije dvije godine s većim američkim angažmanom u mirovnim pregovorima i osnutkom kontaktne skupine za BiH.[3]
- Vijeće sigurnosti UN-a odobrilo slanje u istočnu Slavoniju stotinu vojnih promatrača UN s mandatom od šest mjeseci.[3]
- Na sjednici Ustavotvorne skupštine BiH utemeljena Vlada Federacija na čelu s Izudinom Kapetanovićem, te njegovim zamjenikom Dragom Bilandžijom i 12 ministara.[3]